# Tapinoschema lacunosa
Tapinoschema lacunosa är en skalbaggsart som beskrevs av Oliver Erichson Janson 1874. Tapinoschema lacunosa ingår i släktet Tapinoschema och familjen Cetoniidae. Inga underarter finns listade i Catalogue of Life.